# Савез општина и градова Републике Српске
Савез општина и градова Републике Српске је удружење од јавног интереса које окупља јединице локалне самоуправе (градове и општине) и заступа њихове интересе пред централним властима.
Савез је основан 1998. године у Брчком.

## Организација
Органи Савеза су: Скупштина, Предсједништво, Надзорни одбор, ресорни одбори и Стручна служба.
Скупштина је највиши орган и чине је сви начелници општина и градоначелници у Републици Српској (укупно 64 члана). Одржава се најмање једном у двије године. Сазива је Предсједништво по својој иницијативи или на предлог најмање 1/4 чланова Савеза. Надлежна је за: доношење Статута, утврђивања смјерница за рад, прегледање и потврђивање извјештаја о раду и материјално-финансијском пословању, избор Предсједништва, избор предсједника и потпредсједника, оснивање и укидање одбора, избор и разрјешење предсједника и чланова Надзорног одбора и предсједника одбора, именовање генералног секретара итд. Сваки члан Савеза, без обзира на број делегата, има само један глас при одлучивању. Одлуке се доносе већином гласова присутних делегата.
Предсједништво је извршни орган. Чине га предсједник, три потпредсједника и 13 чланова.
Надзорни одбор има предсједника и два члана. Мандат траје двије године.
Ресорни одбори су радна тијела која окупљају представнике општина и градова око битних питања из надлежности локалне самоуправе у циљу размјене искустава и формулисања законодавних и других врста иницијатива за побољшање положаја у функционисања општина и градова. Одбори своје извјештаје подносе Предсједништву. Могу и самостално прослеђивати иницијативе различитим државним органима, а њихов дјелокруг је стога утврђен сходно дјелокругу министарстава или скупштинских одбора. Састају се најмање два пута годишње.
Стручну службу чине запослени у канцеларијама у Бањој Луци и Бијељини. Њоме руководи генерални секретар.

## Дјелатност
Дјелатност Савеза општина и градова Републике Српске:
- организује размјену искустава и друге облике међународне сарадње;
- утврђује и заузима ставове о питањима од заједничког интереса, сарађује са органима и организацијама које се залажу за исте циљеве;
- организује расправе о актуелним питањима заштите, развоја и унапређивања локалне самоуправе;
- лобира у име јединица локалне самоуправе у односима са централном влашћу;
- унапређује и развија активност јавних служби у комунално-стамбеној области, урбанизму, здравству, социјалној заштити, образовању, култури и заштити човјекове околине;
- предлаже измјене или доношење прописа и мјера Републике Српске у области локалне самоуправе.